# Mike O'Brien (homme politique britannique)
Michael O'Brien (né le 19 juin 1954) est un avocat britannique et homme politique du parti travailliste qui est député de North Warwickshire de 1992 à 2010, occupant plusieurs postes ministériels.

## Jeunesse
Mike O'Brien fréquente les écoles publiques, une école primaire catholique romaine, St George's  et plus tard l'école Edward Oldcorne à Worcester. Il étudie pour un BA en histoire et politique à North Staffordshire Polytechnic, puis obtient un PGCE. De 1977 à 1980, il est avocat stagiaire, puis suit une formation d'enseignant de 1980 à 1981. Il enseigne le droit des affaires au Colchester College of Further and Higher Education de 1981 à 1987. De 1987 à 1992, il exerce en tant qu'avocat spécialisé dans le droit pénal, notamment le traitement des affaires de meurtre et de fraude municipale et défend un accusé majeur dans le vol de Knightsbridge Security Deposit. Il devient conseiller de la reine en 2007 . Il exerce maintenant comme avocat au No5 Chambers à Birmingham .

## Carrière parlementaire
O'Brien se présente à Ruislip Northwood en 1983 et North Warwickshire en 1987. Il est élu député de la circonscription des West Midlands du North Warwickshire aux élections générales de 1992, battant le député conservateur Francis Maude.
Il siège au Comité restreint des affaires intérieures de novembre 1992 à mai 1993, en se concentrant sur les rapports sur la justice pour mineurs et la défense de provocation dans les affaires de meurtre impliquant un conjoint.
Il est membre de la commission spéciale des affaires intérieures qui a ouvert le contrôle des services de renseignement par le Parlement . Cela conduit à la première réunion des députés et du chef du MI5, puis de Stella Remington, et à un examen parlementaire plus large des services de renseignement .
Mike O'Brien présente un projet de loi d'initiative parlementaire le 21 avril 1993, pour permettre la prise en compte des condamnations antérieures lors de la condamnation d'un condamné. Le gouvernement accepte le principe et a par la suite modifié la loi.
En mai 1993, il devient le premier conseiller parlementaire travailliste de la Fédération de police d'Angleterre et du Pays de Galles en 20 ans. Il s'oppose aux coupes dans le financement de la police, critiquant le ministre de l'Intérieur de l'époque Michael Howard en disant: «Je suis consterné de voir à quel point le ministre de l'Intérieur… a handicapé la police et la lutte contre la criminalité.»,.
O'Brien passe ensuite au comité du Trésor où il travaille sur un rapport sur l'effondrement de la banque Barings et sur d'autres rapports sur "City Fraud and Independence of the Bank of England".
Aux élections générales de mai 2010, O'Brien perd sa circonscription du North Warwickshire au profit de Dan Byles, le candidat du Parti conservateur par 54 voix.

### Ministre d'État à l'Immigration
Mike O'Brien est sous-secrétaire d'État parlementaire à l'Immigration au ministère de l'Intérieur de 1997 à mai 1999. Mike O'Brien, déclare que le dernier gouvernement conservateur avait laissé le système d'immigration dans « une ruine complète » et que le traitement d'une demande d'asile pouvait prendre deux ans ou plus et « nous devons accélérer le système. Le système d'expulsion est manifestement lent et lourd et produit des inégalités".
En octobre 1997, après avoir consulté des avocats de Stonewall, Mike O'Brien annonce une modification de la loi britannique sur l'immigration permettant aux citoyens de parrainer des partenaires non mariés en 1997, y compris les couples homosexuels de ce groupe. En 1999, en consultant à nouveau Stonewall, il annonce que cela avait été amélioré en réduisant la durée requise de la relation à deux ans. C'est la première étape prise par le nouveau gouvernement travailliste vers l'égalité pour la communauté LGTBQ,.
En mai 1998, Mike O'Brien annonce que les habitants de l'île de Montserrat, qui a été frappée par des éruptions volcaniques, pouvaient rester indéfiniment en Grande-Bretagne.
Mike O'Brien procède à d'importantes réformes de la loi sur l'immigration et l'asile, notamment en introduisant des amendes pour les transporteurs qui ont des migrants illégaux dans leur camion, que le transporteur soit ou non au courant de leur présence.
Il annonce un dialogue national sur la façon de traiter le mariage forcé qui conduit à l'unité des mariages forcés dirigée conjointement par le ministère des Affaires étrangères et le ministère de l'Intérieur .
Mike O'Brien développe les procédures pour la création de la Special Immigration Appeals Commission (également connue sous l'acronyme SIAC) en tant que cour supérieure d'archives au Royaume-Uni établie par la Special Immigration Appeals Commission Act 1997. S'exprimant à la fin de la phase de comité du projet de loi, O'Brien déclare que la loi a «été régie par les termes de l'arrêt de la Cour européenne des droits de l'homme dans l'affaire Chahal. Il s’agit de créer le juste équilibre entre la liberté de l’individu et la sécurité de l’État. ».
Alors qu'il est ministre d'État à l'Immigration, O'Brien doit s'occuper de l'affaire Hinduja de 2001. Son témoignage selon lequel Peter Mandelson lui a téléphoné au nom du SP Hinduja, qui demande à l'époque la citoyenneté britannique, conduit à la démission de Mandelson. Une enquête indépendante menée par Anthony Hammond arrive à la conclusion que Mike O'Brien a agi correctement et que ni Mandelson ni personne d'autre n'avait agi de manière inappropriée.

### Ministre des affaires constitutionnelles
Le 10 mai 1999, Mike O'Brien devient ministre des Affaires constitutionnelles, faisant adopter par la Chambre des communes la loi sur la liberté de l'information, la loi de 2000 sur les partis politiques, les élections et les référendums, deux lois sur la représentation du peuple.
En tant que ministre responsable des relations interraciales, il élabore la loi de 2000 sur les relations interraciales (amendement) qui impose à tous les organismes publics l’obligation de promouvoir de bonnes relations interraciales. Il travaille à développer des liens plus étroits entre le gouvernement et la communauté musulmane, ce sur quoi il continue à travailler au cours de la décennie suivante, en particulier après le 11 septembre 2001.
Il prend régulièrement la parole lors d'événements de la communauté musulmane et, en tant que ministre des relations interraciales au ministère de l'Intérieur, il est responsable de l'établissement d'un dialogue entre les groupes musulmans et le ministère de l'Intérieur. Plus tard, après être devenu ministre des Affaires étrangères et à la suite du 11 septembre, «le FCO, dirigé par Mike O'Brien, essaie de renforcer ses relations avec la communauté musulmane britannique» et cela inclut le parrainage de la délégation britannique du Haj.
En juillet 2000, Mike O'Brien devient un «héros de l'aventure» après avoir intercepté un voleur à l'étalage présumé poursuivi par un agent de sécurité, en lui tendant la jambe pour le faire trébucher en courant. Bien que l'homme se soit enfui après une bagarre, il a laissé tomber ses clés de voiture lorsqu'il est tombé et la police l'a retrouvé et arrêté. Mike O'Brien s'est cassé la jambe, mais malgré cela, il a tout de suite mené une interview télévisée. Il a été avec des béquilles pendant six semaines. Il a dit: "C'est quelque chose que n'importe qui aurait fait ... ils ont attrapé l'homme ... alors j'ai pu avoir un petit sentiment de satisfaction." 
Le 21 décembre 2000, dans le Deregulation (Sunday Dancing) Order 2000, Mike O'Brien met fin à l'interdiction de toute danse publique un dimanche qui existait depuis la loi de 1780 sur l'observance du dimanche. Il se heurte à l'opposition des députés conservateurs de l'époque, Theresa May et Philip Hammond,.
En 2001, lorsque le gouvernement propose d'introduire des cartes d'identité, O'Brien écrit un dépliant pour «Liberty» attaquant les cartes d'identité en disant: « Les cartes d'identité ont été abolies au début des années cinquante pour de bonnes raisons. Ils n'étaient pas fiables pour prouver leur identité et ont nui aux relations entre le public et la police. Lorsqu'il s'agit de lutter contre le terrorisme et la criminalité grave, il y a des choses plus efficaces sur lesquelles dépenser notre argent ».

### Ministre du Moyen-Orient
Au ministère des Affaires étrangères de 2002 à 2003, il est ministre du Moyen-Orient. Il se rend en Libye pour tenir la première réunion d'un ministre britannique avec le chef libyen, le colonel Kadhafi, qui ouvre la voie à de meilleures relations entre la Libye de Kadhafi et l'Occident et contribue à la coopération pour mettre fin aux programmes controversés de recherche sur les armes libyens.
En mai 2003, Chris Mullin déclare que Mike O'Brien avait l'intention de démissionner de son poste de ministre des Affaires étrangères en Irak: «Parce que je ne crois pas ce qu'on me demande de dire sur l'existence d'armes de destruction massive. Le service de sécurité dit toujours qu’ils seront retrouvés, mais je ne les crois pas. » Mullin, qui s'est opposé à la guerre, l'a convaincu de «rester sur place» parce que démissionner était inutile. Mike O'Brien n'a pas été critiqué dans les différents rapports sur la guerre en Irak.
Il est le premier ministre du gouvernement occidental à Bagdad après la guerre en Irak et travaille sur les relations avec l'Iran, la Syrie et l'Afghanistan pendant cette période.
Mike O'Brien est le ministre des Affaires étrangères chargé de négocier le rapprochement de la Grande-Bretagne avec la Libye en 2002 ce qui conduit la Libye à admettre la responsabilité de Lockerbie et à payer des indemnités pour les victimes, mettant fin au soutien financier au terrorisme et à un vaste programme d'armes chimiques et nucléaires .

### Ministre d'État au commerce et à l'industrie
Il est ensuite nommé ministre d'État chargé du commerce et de l'industrie, s'occupant des discussions avec l'OMC dans le cadre du cycle de Doha et participant à la rédaction du Livre blanc sur le commerce de 2004.
À la suite d'un remaniement, O'Brien devient le 9 septembre 2004, ministre d'État à l'Énergie et au commerce électronique au ministère du Commerce et de l'Industrie.

### Solliciteur général
Après les élections générales de 2005, O'Brien remplace Harriet Harman au poste de solliciteur général pour l'Angleterre et le Pays de Galles. Mike O'Brien travaille en étroite collaboration avec la communauté juive britannique pour mettre en place le premier Jour commémoratif de l'Holocauste en janvier 2001 et plus tard en juin 2005, il est invité à diriger la délégation britannique à la Conférence de l'OSCE à Cordoue sur l'antisémitisme.

### Ministre d'État aux pensions
Le 29 juin 2007, O'Brien est nommé ministre d'État chargé de la réforme des retraites au ministère du Travail et des Pensions sous le secrétaire d'État Peter Hain. Faisant référence à la longue campagne du Pensions Action Group et s'exprimant dans l'émission BBC Radio 4 Moneybox le jour de l'annonce de l'indemnisation, l'expert en pensions Ros Altmann, attribue à Peter Hain et O'Brien « avoir été très différents à gérer que leurs prédécesseurs et ... disposé et désireux de s'engager et de trouver un moyen de régler ce problème ». La loi de 2008 sur les pensions achève son examen parlementaire quand O'Brien est ministre et reçoit la Sanction royale en novembre 2008.

### Ministre d'État à l'Énergie et au Changement climatique
Le 5 octobre 2008, O'Brien devient ministre d'État au nouveau ministère de l'Énergie et du Changement climatique. Il fait adopter au Parlement deux lois sur l'énergie qui apportent des réformes pour tenir compte du débat sur le changement climatique et permettre la construction de nouvelles centrales nucléaires.

### Ministre d'État à la santé
En juin 2009, il devient ministre d'État à la Santé. Grâce à des réformes administratives du NHS dans deux lois du Parlement, il rejette fermement une étude commandée à la société de conseil McKinsey par son prédécesseur ministériel, qui recommande la suppression de 137000 emplois pour faire des économies d'efficacité dans le NHS.
Mike O'Brien introduit le traitement prioritaire du NHS pour les anciens militaires blessés dans l'exercice de leurs fonctions et négocie un règlement d'indemnisation pour les victimes de la thalidomide. Harold Evans, l'ancien rédacteur en chef de l'Observer qui a contribué à dénoncer le scandale de la thalidomide, déclare que Mike O'Brien est l'un des «héros de la justice» dans l'histoire de la thalidomide.

## Après le Parlement
O'Brien est candidat du Parti travailliste dans le North Warwickshire pour les élections générales de 2015 en juin 2013, mais perd face au candidat du Parti conservateur Craig Tracey,.